# NGC 6709
NGC 6709 (również OCL 100) – gromada otwarta znajdująca się w gwiazdozbiorze Orła. Można ją odnaleźć na granicy z Wężownikiem, na południowy zachód od ζ Aql. Zawiera zaledwie 40 gwiazd i ma jasność 6,7m. Odkrył ją John Herschel 29 lipca 1827 roku. Jest położona w odległości ok. 3,5 tys. lat świetlnych od Słońca.